# Vladimir Vranić
Vladimir Vranić (* 10. November 1896 in Zagreb, Österreich-Ungarn; † 3. August 1976 in Zagreb, Jugoslawien) war ein jugoslawischer bzw. kroatischer Mathematiker.

## Leben

### Abstammung, Kindheit und Jugend
Vranić entstammte einer jüdischen Familie. Die Familie stammte aus Schlaining, Österreich-Ungarn. Von dort zogen die Eltern von Vranić nach Koprivnica, heute Kroatien, wo Vranićs Vater Ignac Direktor einer Bank war. Vranić und sein Bruder Mira waren noch klein, da ließ sich Vranićs Vater Ignac von Vranićs Mutter Lina scheiden und zog nach Zagreb. Da dies in der damaligen Zeit eine große Schande bedeutete, erzählte Lina ihren beiden Söhnen, dass ihr Vater gestorben sei. Erst als die Söhne schon groß waren, erfuhren sie, dass ihr Vater noch lebt. Sie hatten jedoch auch dann kein gutes Verhältnis zu ihm.
1918 änderten die beiden Söhne ihren Nachnamen und traten 1920 zum katholischen Glauben über. Eine Rolle für den Glaubenswechsel spielte, dass sich die jungen Männer als kroatische Patrioten fühlten und ihr Judentum als Benachteiligung empfanden.

### Ausbildung
Vranić besuchte in Zagreb die Schule und legte 1915 am Realgymnasium sein Abitur ab. Er studierte an der Universität Zagreb Mathematik und Physik bei den Professoren Vladimir Varićak, Juraj Majcen (1875–1929), Marije Kiseljak (1883–1947), Stanko Hondl (1873–1971), Ladislav Stjepanek (1874–1951).

### 1919–1941
1919 trat er als Assistent für Mathematik an der damaligen Forstakademie und im selben Jahr an der Fachhochschule in den Staatsdienst ein. 1920 wurde er Assistent am Institut für Angewandte Mathematik bei Professor Kiseljak. Er promovierte 1920 mit einer Arbeit zum Thema Prilog novim istraživanjima o singularitetima funkcija definiranih beskončnim redovima (deutsch: Ein Beitrag zur neuen Forschung zu Singularitäten von Funktionen, die durch unendliche Reihen definiert sind). Er erwarb die Lehrberechtigung für Mathematik und Physik an der Mittelschule.
1922 wurde er nebenamtlicher Assistenzprofessor am Institut für Geodäsie. 1924 habilitierte er sich an der Technischen Hochschule Zagreb und wurde dort Dozent für Funktionentheorie, wofür er jedoch kein Gehalt erhielt. Außerdem war es ihm wegen seiner jüdischen Herkunft praktisch unmöglich an der Universität eine Professorenstelle zu bekommen. Deshalb arbeitete er von 1922 bis 1942 als Prokurist und Leiter der Lebensversicherung sowie als Chefaktuar bei der Adriatic Insurance Company. Obwohl seine Tätigkeit in der Lehre und bei der Versicherung den Großteil seiner Zeit in Anspruch nahmen, gelang es ihm einige wissenschaftliche Artikel und Skripte für seine Studenten zu veröffentlichen. 1941 wurde er durch die faschistische Regierung des neu gegründeten Unabhängigen Staates Kroatien wegen seiner jüdischen Abstammung aus dem Universitätsdienst entlassen.

### Flucht vor den Faschisten
1941 begann die Judenverfolgung in Kroatien. Der Vater und die Brüder von Vranić wurden im Juni 1941 in das KZ Slana auf der Insel Pag und das KZ Jasenovac gebracht und dort ermordet.
Da Vranić für die Adriatic Insurance Company arbeitete, war er zunächst geschützt und erhielt Schutz durch verschiedene italienische Offiziere, die keine Antisemiten waren und die Judenverfolgung nicht mitmachten. Im Januar 1942 floh er mit seiner Familie nach Crikvenica, das mehr unter italienischem Einfluss stand.
1942 wuchs der Druck der deutschen Nationalsozialisten auf Italien, die dort lebenden Juden zu ermorden oder nach Deutschland auszuliefern. Daraufhin wurde Vranić mit seiner Familie von den Italienern in das Lager Kraljevica gebracht, das von der italienischen Armee verwaltet wurde. Vranić war zusammen mit zwei Kollegen für die Organisation des Lagers verantwortlich. Sie organisierten ein Gymnasium, in dem die Professoren die Kinder unterrichteten.
Da der Druck der Deutschen wuchs, wurden die Lagerinsassen im Sommer 1942 in das KZ Kampor auf der Insel Rab verlegt. Dieses Lager stand unter Herrschaft italienischer Faschisten. Dort blieb Vranić mit seiner Familie für drei Monate. Anfang September 1943 kapitulierte Mussolini und das Lager wurde von den Partisanen befreit. Vranić gelang es im Januar 1944 mit seiner Familie auf einem Frachtschiff der Partisanen von der Insel Rab auf die Insel Vis zu entkommen. Kurze Zeit später wurde die Insel Rab von den Deutschen erobert und alle dort verbliebenen Juden wurden in das KZ Auschwitz gebracht und ermordet, nur zwei Frauen überlebten.
Auf der Insel Vis waren Engländer, Amerikaner und Partisanen stationiert. Auch Josip Broz Tito hielt sich kurze Zeit hier auf. Nach 14 Tagen auf Vis reiste Vranić mit seiner Familie auf einem englischen Schiff weiter in ein Lager auf Bari, dann nach Tarent und schließlich nach Rom.

### Leben unter den Kommunisten
Nachdem Rom befreit worden war, bot die Adriatic Insurance Society Vranić seinen alten Job als leitender Mathematiker im Unternehmen an. Vranić wollte dieses Angebot eigentlich annehmen, ließ sich dann aber von den jugoslawischen Partisanen überzeugen, dass der neu gegründete jugoslawische Staat ihn dringend bräuchte und er nach Jugoslawien zurückkehren solle.
Im Oktober 1944 begann er für die Finanzabteilung des Antifaschistischen Landesrates der Volksbefreiung Kroatiens (ZAVNOH) zu arbeiten. Er geriet jedoch mit seinen Ansichten über eine funktionierende Ökonomie schnell in Widerspruch zu den Ansichten der dortigen Funktionäre und ihrer kommunistischen Ideologie. Deshalb wurde er zunächst in die Kommission für Bildung versetzt und schließlich zum Lehrer des Gymnasiums in Drniš gemacht.
Im Juli 1945 kehrte Vranić mit seiner Familie nach Zagreb zurück, wo die Familie in ihre alte Wohnung einziehen konnte. Diese war zwar völlig leergeräumt, aber nach und nach brachten Freunde die bei ihnen untergestellten Gegenstände und gaben Tipps, wo sich das restliche Eigentum befand. In einer Wohnung der Ustascha fand sich die komplette Möblierung, in einigen Museen hingen Gemälde und standen Skulpturen aus dem Familieneigentum.
Vranić wurde zum ordentlichen Professor an der Fakultät für Wirtschaftswissenschaften, an der Fakultät für Ingenieurwissenschaften und an der Fakultät für Architektur, Bauingenieurwesen und Geodäsie berufen. Er wurde zum Dekan beider Fakultäten gewählt. Außerdem war er ordentliches Mitglied des Internationalen Statistischen Instituts in Den Haag. Da ihm die Ausbildung auf dem Gebiet der Statistik und Wahrscheinlichkeitsrechnung sehr wichtig war, hielt er bis 1971 nebenamtlich auf diesen Gebieten Vorlesungen an der Mathematisch-Naturwissenschaftlichen Fakultät.
In der Nachkriegszeit strebten viele Kommunisten nach hohen Positionen in der Industrie und Wirtschaft. Um diese Positionen zu bekommen, mussten sie eine wissenschaftliche Ausbildung vorweisen. Deshalb schrieben sie sich pro forma an der Fakultät für Wirtschaftswissenschaften für ein Studium ein, ohne wirklich zu studieren. Die Prüfungen absolvierten sie, indem sie die Professoren bestachen oder unter politischen Druck setzten.
Vranić war diese Korruption zuwider und er weigerte sich bei diesem Treiben mitzumachen. Dies zog ihm den Zorn der Kommunisten zu und sie denunzierten ihn als Klerikalfaschisten, was in der damaligen Situation äußerst gefährlich war. Vranićs Sohn, der zu dieser Zeit an der Universität Zagreb Medizin studierte, fand durch Zufall heraus, dass die Kommunisten bereits eine Akte über seinen Vater angelegt hatten und seine Vertreibung aus der Universität vorbereiteten. Vranić offenbarte schließlich, um sich gegen diese Angriffe zu wehren, dass er Jude sei. Daraufhin stellten seine Gegner die Angriffe ein. Vranić äußerte später gegenüber seinem Sohn, dies sei das einzige Mal in seinem Leben gewesen, wo er aus seiner jüdischen Abstammung einen Vorteil gehabt habe. Kurz danach wechselte Vranić an die technische Fakultät, wo es dann weniger Probleme gab, da diese von den Kommunisten nicht so frequentiert wurde.
Vranić hatte die Angewohnheit, seine Meinung immer und überall unverblümt zu sagen. Das war im kommunistischen System ziemlich gefährlich. Vranić hatte das große Glück, dass Vladimir Bakarić zu seinen Schülern gehörte, der ihn sehr bewunderte und schätzte. Bakarić ging in die Politik, war erfolgreich und ein enger Vertrauter Titos. Er half Vranić regelmäßig, wenn dieser sich wieder mal durch allzu offene Bemerkungen in politischen Schwierigkeiten befand.
1956 wurde Vranić Direktor des Rechenzentrums der Jugoslawischen Akademie der Wissenschaften und Künste (JAZU). Vranić war von Anfang an überzeugt, dass die Computer eine wichtige Rolle bei der Entwicklung der Mathematik spielen würden. Auch mit dieser Meinung eckte er wieder bei seinen Kollegen an. Die anderen Mathematiker der Universität Zagreb hielten die Computer für eine Form der mathematischen Prostitution und verachteten es, sich überhaupt mit diesem Gebiet zu beschäftigen. Vranić ließ sich von dieser Ablehnung nicht beirren und kämpfte mit großer Energie um den ersten Computer für die Universität. Als er ihn schließlich bekam, hatte dieser Computer die Größe eines Raumes und befand sich fast die ganze Zeit in Reparatur. Trotzdem wurde damit der Grundstein zur Modernisierung der Universität Zagreb gelegt und dazu, dass sie heute über eine  hervorragende, moderne Computertechnologie verfügt.

## Forschungsinteressen
In seiner wissenschaftlichen Arbeit beschäftigte Vranić sich hauptsächlich mit Reihentheorie und sphärischer Trigonometrie sowie der Anwendung nomographischer Methoden in der Theorie der linearen und nichtlinearen Korrelation. Er studierte auch die Silbenstruktur der kroatischen Sprache. Er betonte die Bedeutung der numerischen Mathematik und der Anwendung von Wahrscheinlichkeitstheorie und Statistik.

## Ämter, Preise, Anerkennungen
Vranić war seit 1952 wissenschaftlicher Mitarbeiter bei JAZU (heute HAZU) und seit 1963 korrespondierendes Mitglied. Er schrieb das Lehrbuch Vjerojatnost i statistika (Wahrscheinlichkeitsrechnung und Statitik, 1958), das mehrere Auflagen erlebte und für das er den Preis der Stadt Zagreb (1973) bekam. 1969 erhielt er den Lifetime Achievement Award.

## Hobbys, Familie
Vranić liebte es, in den slowenischen Alpen zu wandern. Er war gesellig und lud Gelehrte verschiedener Fakultäten und Schauspieler des Kroatischen Nationaltheaters zu sich nach Hause ein.
Vranić war verheiratet und hatte einen Sohn und mehrere Enkelkinder. Sein Sohn, Mladen Vranić, ist Professor für Medizin in Toronto, Kanada. Er hat eine Biografie über seinen Vater geschrieben.

## Veröffentlichungen (Auswahl)

### Bücher (Auswahl)
- Zbirka poučaka i formula iz diferencijalnog i integralnog računa, Zagreb, 1920
- Matematika II. Zbirka formula, Zagreb, 1921
- Osiguranje života zusammen mit Grossmann, Zagreb, 1927
- Politička aritmetika, Zagreb, 1940
- Osnovi financijske i aktuarske matematike, Zagreb, 1946
- Tablice financijske i aktuarske matematike, 1946
- Osnovi više matematike, Zagreb, 1949
- Osnovi više matematike, II. izdanje, 1950
- Privredna matematika, Zagreb, 1949
- Matematika za ekonomiste I. i II., Zagreb, 1954
- Tablice financijske i aktuarske matematike, 1958
- Vjerojatnost i statistika, Zagreb, 1958
- Statističke metode, Zagreb, 1960

### Artikel (Auswahl)
- Razvoj pojma entropije, Revue chemique (Zagreb) 1 iz 1921  (S. 166–172 und 190–196)
- Moderni problemi analize (Habilitaciono predavanje), Nastavni vjesnik 32 iz 1923.–1924  (S. 9–20)
- O nomografiji, Tehnički list 7 iz 1925  (S. 329–334 und 347–350)
- Zakon slučaja, Nastavni vjesnik 35 iz 1926.–1927  (S. 44–57)
- Nomogramm der allgemeinen Gleichung dritten Grades, Berlin: Vdi - Verlag, 1930, Zeitschrift für angewandte Mathematik und Mechanik 10
- O računanju otkupnih kapitalizacionih vrijednosti u osiguranju života, Glasnik udruženja aktuara Kraljevine Jugoslavije 1 iz 1937  (S. 103–110)
- Ratni riziko u osiguranju života, Glasnik udruženja aktuara Kraljevine Jugoslavije iz 1940
- Osiguranje, Enciklopedija leksikografskog Zavoda Jugoslavije iz 1953
- O statističkim metodama, Nastava matematike i fizike 4 iz 1955  (S. 65–76)
- O metodi najmanjih kvadrata, Nastava matematike i fizike 5 iz  1956  (S. 163–170)
- O graničnim teoremima teorije vjerojatnosti, Izabrana poglavlja iz matematike, Belgrad iz 1961
- Diferencijalna geometrija, Tehnička enciklopedija, JLZ, Zagreb 1969  (S. 251–265)
- Diferencijalne jednadžbe, tehnička enciklopedija, JLZ. Zagreb 1969  (S. 265–273)